# Göksel
Göksel, właśc. Göksel Demirpençe (ur. 25 listopada 1971 w Stambule) – turecka piosenkarka pop, kompozytorka i autorka tekstów.

## Życiorys
W 1988 rozpoczęła studia na wydziale filozoficznym Uniwersytetu Boğaziçi, ale w 1991 przerwała studia rozpoczynając karierę profesjonalnego muzyka. Początkowo występowała w chórkach, towarzyszących znanym w Turcji wokalistkom - Sezen Aksu i Sertab Erener. We wrześniu 1997 wydała swój pierwszy album Yollar (Drogi), a jeden z singli pochodzących z tej płyty Sabır (Cierpliwość) stał się przebojem na rynku tureckim. Sukces potwierdziła drugim albumem Körebe, wydanym w październiku 2001, z którego pochodził przebojowy singel Depresyondayım (Mam depresję). Po wydaniu trzeciego albumu Söz Ver (Obietnica) występowała wspólnie z greckim zespołem Omega Vibes. Do 2015 ukazało się 10 albumów wokalistki.

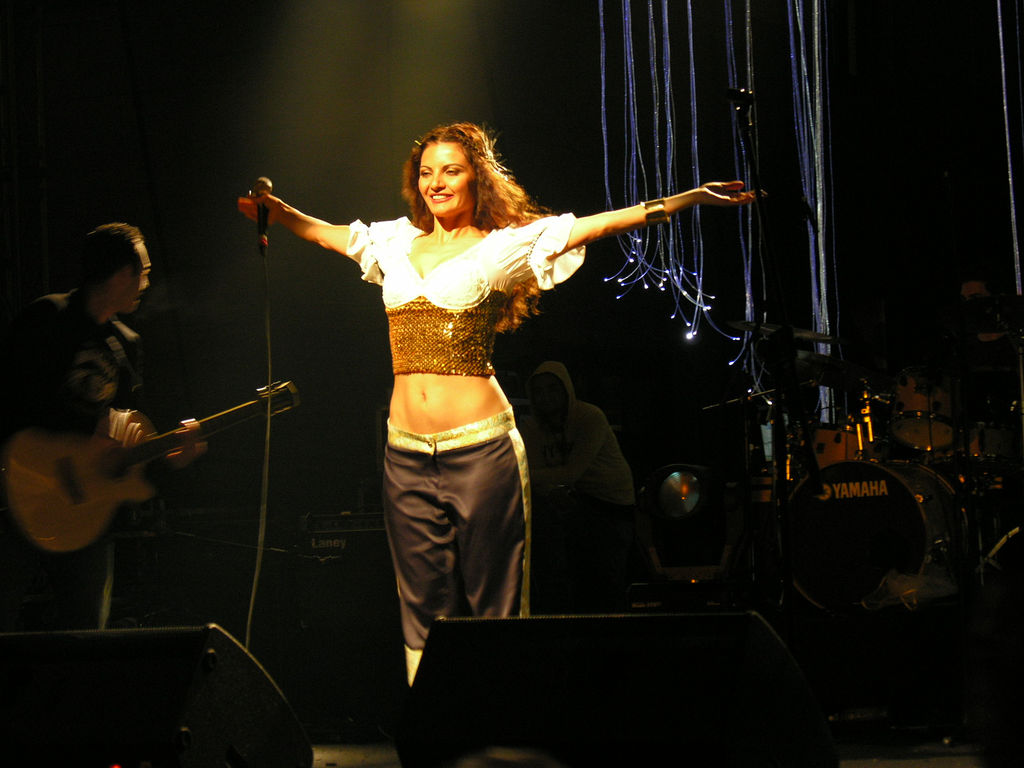
Göksel na koncercie (2005)

Göksel wystąpiła wspólnie z tureckim zespołem rockowym MaNga. Jeden z utworów nagranych wspólnie pojawił się na ścieżce dźwiękowej filmu Sınav (Egzamin, reż. Ömer Faruk Sorak).
Jest mężatką (mąż Alper Erinc).

## Dyskografia

### Albumy
- 1997: Yollar (Drogi), Karma Müzik Yapım
- 2001: Körebe, Sony Music
- 2003: Söz ver (Obietnica), Sony Music
- 2005: Arka Bahçem, Sony Music
- 2007: Ay'da Yürüdüm, Sony Music
- 2009: Mektubumu Buldun mu? (Czy znalazłeś mój list?), Avrupa Muzik
- 2009: The Best of Göksel, Sony Music
- 2010: Hayat Rüya Gibi (Życie jest jak sen), Avrupa Muzik
- 2012: Bende Bi' Aşk Var, Avrupa Muzik
- 2015: Sen Orda Yoksun, Avrupa Muzik